# Hutzwiese
Die neuzeitliche Siedlung Hutzwiese, größtenteils in der Gemarkung von Gersprenz und nur zu einem minimalen Teil in der Gemarkung von Ober-Kainsbach gelegen, gehört seit dem 1. August 1972 zur Gemeinde Reichelsheim (Odenwald) im Odenwaldkreis in Hessen.

## Geschichte und Lage
Der Weiler „Hutzwiese“ verdankt seinen Ursprung dem Bau der 1839 fertiggestellten Staatsstraße von Hirschhorn nach Darmstadt, der heutigen Bundesstraße 47, die seitdem das Gersprenz- mit dem Mümlingtal im Odenwald verbindet. Auf dem kurvenreichen, hier Nibelungenstraße genannten, Streckenabschnitt von Ober-Gersprenz zu den Vierstöck überwindet die Straße einen Höhenunterschied von etwa 180 Metern. Im Bereich, wo die Straße den Gemarkungsbereich Ober-Kainsbach verlässt und mit zwei Kurven auf kurzer Distanz den Gemarkungsbereich Gersprenz durchschneidet, stehen links und rechts der Straße zehn Wohnhäuser und einige Nebengebäude, die den Weiler Hutzwiese ausmachen. Die Anwesen Hutzwiese 1 und Hutzwiese 1 A stehen jedoch im Ober-Kainsbacher Gemarkungsbereich, so dass die kleine Siedlung trotz Gebietsreform und Flurbereinigungsmaßnahmen, bis heute zweigeteilt ist.
Der Name „Hutzwiese“ leitet sich von einem Schafhof des Grafenhauses Erbach-Erbach auf dem Höhenrücken zwischen Hutzwiese und Ober-Kainsbach ab. Die Schäfer nannten das Saugen ihrer Lämmer „hotzen“. Mutterschafe, die gerade gelammt hatten, wurden mit ihrem Nachwuchs nicht sofort mit der Herde ausgesetzt, sondern zunächst auf die naheliegende „Hotzwiese“ getrieben, die im Bereich des Weilers lag. Nach Streitigkeiten zum Schafweiderecht mit den Grafen von Erbach-Erbach und den Gemeinden wurde der Schäfereibetrieb zur Mitte des 19. Jahrhunderts aufgegeben. Auf einer 1857 gefertigten Flurparzellenkarte der Gemarkung Ober-Gersprenz sind die Gebäude des Schafhofes schon nicht mehr eingezeichnet, jedoch werden die Flurnamen „Am Schafhof“, „Unterm Schafhof“ und „Am Schäfersbrunnen“ noch genannt. In dieser Karte sind vier Wohnhäuser, drei mit Nebengebäuden, eingezeichnet.
Die sogenannte Villa Hutzwiese, Am Morsberg 27, gehört baugeschichtlich und geografisch nicht zu der Siedlung Hutzwiese, sondern ist dem Weiler Vierstöck zuzurechnen.

## Erste Wohnbesiedelung
Im Jahre 1841 stellte der Schäfer Franz Baumann aus Külsheim den „Antrag Behufs ortsbürgerlicher Aufnahme“, die ihm nach dem „Vorzeigen des Heimatsscheines und der Zahlung eines Einzugsgeldes von zehn Gulden an die Gemeindekasse“ gewährt wurde. In den kommenden Jahren baute er das Wohnhaus mit Keller und Stall, Hutzwiese 16, mit dem Hausnahmen „Franze“. Das Anwesen blieb bis 1958 im Familienbesitz, nachdem der letzte Nachkomme Wilhelm Baumann in eine Landwirtschaft mit der (noch heute existenten) Lebkuchenbäckerei in Kirch-Beerfurth einheiratete.
1843 wurde mit dem Bau der Hofanlage Hutzwiese 15 mit dem Hausnamen „Veltes“, durch Johannes Hartmann (* 1816) begonnen, die für den Betrieb einer Vollerwerbslandwirtschaft ausgelegt war. Er war Pächter der „Ober-Kainsbacher Schäferei auf dem nahe des Weilers Hutzwiese gelegenen Schafshofes“, musste jedoch das Pachtverhältnis der Schäferei nach rechtlichen Auseinandersetzungen des Erbacher Grafenhauses und der Gemeinde Ober-Gersprenz auflösen. Bis 1849 entstanden ein Wohnhaus, Ställe und ein Backofen. Er verfügte über soviel Grundbesitz, dass er mit seiner Familie und der Nachkommen über etwa 120 Jahre lang sorgenfrei leben konnte. Erst sein Ur-Enkel Georg Hartmann II. konnte die Landwirtschaft wegen rückläufigen Erträgen nicht mehr gewinnbringend betreiben und wechselte in die Industrie.

## Wirtshaus Hutzwiese
Nikolaus Hartmann, (* 1828), der 1843 bereits das Wohnhaus Hutzwiese 10 (Hausnahme Rudolfs) gebaut hatte, betrieb ab dem 1. August 1854 in dem Anwesen Hutzwiese 5 ein Wirtshaus. Die 1839 fertiggestellte Staatsstraße wurde von Fuhrleuten mit ihren Kuh-, Ochsen- und Pferdegespannen für den Transport von Holz aus dem gräflichen Forst und Mauersteinen aus den Sandsteinbrüchen des Nord- und Osthanges des Morsberges rege befahren und das Gasthaus zur Einkehr genutzt. Zwischen 1883 und 1886 wurde Eisenerz einer Grube am ehemaligen Forsthaus Geiswiese über die Straße nach Gersprenz bis zur Bahnstation Reinheim transportiert. Die Wirte betrieben nebenbei Landwirtschaft, deren Produkte nicht nur den Eigenbedarf abdeckten. Der letzte Besitzer Ludwig Mohr verfügte über acht Hektar Feld-, Wald- und Wiesenland, in guten Jahren wurden bis zu 300 Zentner Bohnäpfel geerntet.

## Trivia
Der rund zehnprozentige Anstieg durch den Höhenunterschied von ca. 180 m zwischen dem Gersprenztal und den Vierstöck auf 1,9 km (3,8 Straßenkilometer) ist für deutsche Mittelgebirge recht markant. Die beeindruckenden engen Kurven der Hutzwiese der überregionalen Bundesstraße sind wohl ein Grund, warum sich die Siedlung in verschiedenen Romanwerken als Ausgangspunkt eines Fantasie-Abenteuers, als Wohnsitz einer Protagonistin oder nur als Unfallstelle wiederfindet. Die Siedlung Hutzwiese wird auch regelmäßig bei Reisebeschreibungen, insbesondere für Motorradrouten, genannt. Seit September 1996 gibt es im Anwesen 15 den Gnadenhof Hutzwiese.
Etwa 500 m südlich auf dem Burgberg befinden sich die Burgreste des Beerfurther Schlösschens.